# Dero stephensoni
Dero stephensoni är en ringmaskart som beskrevs av Wilhelm Michaelsen 1912. Dero stephensoni ingår i släktet Dero och familjen glattmaskar. Inga underarter finns listade i Catalogue of Life.